# The Abba Generation
The ABBA Generation – pierwszy album zespołu A*Teens, wydany 30 sierpnia 1999 roku. Zawierał 11 coverów piosenek szwedzkiego zespołu ABBA.
W Polsce płyta zyskała status platynowej.

## Lista utworów
1. "Mamma Mia" – 3:47 (Benny Andersson; Björn Ulvaeus; Stig Anderson)
2. "Gimme! Gimme! Gimme! (A Man After Midnight)" – 3:57 (Benny Andersson; Björn Ulvaeus)
3. "Super Trouper" – 3:52 (Benny Andersson; Björn Ulvaeus)
4. "One of Us" – 3:55 (Benny Andersson; Björn Ulvaeus)
5. "Voulez-Vous" – 3:42 (Benny Andersson; Björn Ulvaeus)
6. "S.O.S." – 3:12 (Benny Andersson; Björn Ulvaeus)
7. "Dancing Queen" – 3:50 (Benny Andersson; Björn Ulvaeus; Stig Anderson)
8. "Take a Chance on Me" – 3:53 (Benny Andersson; Björn Ulvaeus)
9. "Lay All Your Love on Me" – 4:03 (Benny Andersson; Björn Ulvaeus)
10. "The Name of the Game" – 4:22 (Benny Andersson; Björn Ulvaeus; Stig Anderson)
11. "Our Last Summer" – 4:28 (Benny Andersson; Björn Ulvaeus; Stig Anderson)

## Pozycje na listach
| Lista (2001) | Najwyższa pozycja |
| ------------ | ----------------- |
| Szwecja      | #1                |
| Chile        | #1                |
| Argentyna    | #1                |
| Niemcy       | #2                |
| Norwegia     | #2                |
| Meksyk       | #3                |